# Dubnice pod Ralskem
Dubnice (deutsch Hennersdorf) ist eine Gemeinde des Okres Česká Lípa in der Region Liberec im Norden der Tschechischen Republik und am Südhang des Lausitzer Gebirges. Sie liegt an der Straße von Jablonné v Podještědí (Deutsch Gabel) nach Stráž pod Ralskem (Wartenberg). Östlich des Dorfes liegt das Tal des Ještědský potok (Jeschkenbach).

## Geschichte
Die erste Erwähnung von Dubnicze stammt von 1352. Heinrichsdorf alias Dubnicz, wie der Ort 1405 genannt wurde, gehörte zur Herrschaft Wartenberg. 1504 erwarb Bartholomäus Hirschperger von Königshain den Besitz. Seine Nachkommen, die Brüder Balthasar und Erasmus, wurden als Protestanten nach der Schlacht am Weißen Berg enteignet; Albrecht von Waldstein erhielt deren Güter und verkaufte sie 1627 an die Liechtensteiner.
Zwischen 1699 und 1702 wurde die Kirche erbaut; seit 1700 war Hennersdorf ein Pfarrort.
1981 wurde Dubnice nach Stráž pod Ralskem eingemeindet, seit 1990 ist es wieder eine selbständige Gemeinde.

## Persönlichkeiten
- Hans Jaksch (1879–1970), österreichischer Architekt